# Супрунівка (Полтавський район)
Супруні́вка — село в Україні, у Полтавській міській громаді Полтавського району Полтавської області. Населення становить 3974 осіб. До 2020 орган місцевого самоврядування — Супрунівська сільська рада.

## Географія
Село Супрунівка знаходиться за 3 км від міста Полтава, примикає до сіл Шостаки та Івашки, за 0,5 км — село Мильці. Селом протікає пересихаючий струмок з загатою.
Поруч проходять автомобільна дорога М03 та залізниця, станція Платформа 311 км за 1 км.

## Історія
Село Супрунівка, на думку О. Лазаревського, засноване за часів польського коронного гетьмана С. Конецпольського у першій половині XVII ст. як невеликий козацький хутір, що лежить над Решетилівським шляхом.
За переказами село заснував козак Супрун Мильцівський - родом із с. Мильці.
У другій половині XVII ст. згадуються його сини Лаврін Супруненко, що був отаманом села Жуки та Остап Супруненко, зацний козак.
1716 року Супрунівка була віддана у власність Полтавському полковому писарю Г. Богаєвського гетьманом Іваном Скоропадським.
З 1721 року село входить до Другої сотні Полтавського полку. Поселення було переважно козацьким, в ньому налічувалось 20 кінних козаків, 19 тяглих, 21 піший. Населення займалось в основному землеробством, бжолярством та вирощуванням тютюну. Пізніше частина населення почала займатись відхожим промислом .
У 1767 – 1769 роках в Супрунівці налічувалось 66 дворів і стільки ж дворогосподарів .
З кінця XVIII ст. Супрунівка входить до Полтавського повіту, в селі волость, урядник. У 1799 – 1801 роках в Супрунівці налічувалось 632 жителі чоловічої статі, які сплачували податок .
У середині XIX століття на супрунівських землях почали закладати тютюнові плантації за проектом з вирощування заморських сортів тютюну, запропонованим раніше царицею Катериною ІІ. Відтоді селяни почали масово культивувати тютюн на своїх ланах.
За даними на 1859 рік у козацькому селі, центрі Супрунівської волості Полтавського повіту Полтавської губернії, мешкало 970 осіб (420 чоловічої статі та 550 — жіночої), налічувалось 207 дворових господарства, існувало 8 православних церквов, сільське приходське училище, громадська богодільня,  вітряний млин, діє Богоявленська дерев’яна церква (з 1743 р.). В 1790 році церкву було перебудовано за дозволом єпископа Катеринославського Амвросія, а у 1803 році біля церкви збудовано дзвіницю, дзвін якої було чути аж до околиць Полтави.
У 1899 році побудовано нову трьохпрестольну церкву з Миколаївським і Парасковіївським приділами. При церкві діяла бібліотека, богодільня і три школи: Міністерська однокласна, Церковно-парафіяльна та Школа грамоти (Народне однорічне училище з 1876 р.). Священиками при церкві були Семен Коломинський (помер 1779 р.), Василь Котляревський (з 1782 р.). В районі приходу була Шостаківська Парасковіївська церква (про неї відомості не збереглись).
У 1900 році в Супрунівці налічувалось 282 двори, 1597 жителів, діяла сільська козацька громада . Старшинами Супрунівської волості були: у 1900 році – селянин Петро Андрійович Тригуб, у 1904 році – козак Михайло Назарович Городчанин, у 1913 році – козак Степан Григорович Тулупій, у 1915 році – Павло Степанович Житник.
Про навчальні заклади, які діяли в Супрунівській волості.
У 1846 році в Супрунівці відкрили церковно-приходську школу з терміном навчання 1 – 2 роки, в якій навчали читати "святе письмо" і вірно служити царю та Вітчизні. До школи приймали дітей десятирічного віку переважно із сільської знаті. Шкільного приміщення на той час ще не було і учні навчались у помешканні дяка. Будинок церковно-приходської школи побудували у 1856 році. У ньому було три класи з трьохрічним навчанням, де крім слов'янського письма, почали вивчати арифметику, географію і природознавство. У цій школі навчалися лише дівчата. Хлопці навчались у приватному помешканні з однорічним навчанням лише "Закону Божому".
Після скасування кріпосного права в 1861 році і проведення освітньої реформи в селах земства почали відкриватись народні школи. У містах відкривали міські училища й гімназії, в селах – початкові школи. У 1894 році в Супрунівці земство побудувало будинок школи. У 1904 році школу реорганізували в однокласну міністерську з чотирирічний терміном навчання, де навчалось 200 учнів. Проте попасти в цю школу дітям сільської бідноти було важко. За школою був суворий політичний нагляд в особі попечителя школи, представника сільської буржуазії Григорія Наумовича Суховія, який мав право зараховувати та виключати учнів зі школи, а також знімати з роботи вчителів. Діяльність школи поширювалась на територію Супрунівської волості. У 1906 році на кошти земства та сільського населення розпочали будівництво нової школи, а з 1909 року в цьому приміщенні почала працювати двокласна міністерська школа з п’ятирічним терміном навчання. Але й ця школа не задовільняла потреби населення в освіті (нині .
Жителі села, які працювали на підприємствах Полтави, брали участь у революційних подіях 1905 – 1907 років. Активні учасники цих революційних подій Л.Н. Панченко і Д.О. Харитоненко були заарештовані і кинуті до в’язниці 
Після розвалу Російської царської імперії в 1917 році та поразки Української національної революції, в кінці листопада 1919 року в Полтаві і навколишніх селах закріпились влада Російських комуністів-більшовиків.
У Супрунівці було створено ревком на чолі з Д.О. Харитоненком та земельний комітет, який займався розподілом землі. У 1920 році в селі відкрили семирічну школу .
Деякий час з 07.03.1923 року по 30.09.1925 року Супрунівка була центром Супрунівського району (Полтавської округи), куди входили 10 сільських рад колишніх Супрунівської, Абазівської і Тахтаулівської волостей Полтавського повіту з населенням 43456 чоловік і площею 417 квадратних верств. У 1925 році районний центр із Супрунівки було перенесено до Полтави.
У 1926 році Супрунівка центр сільської ради Полтавського району, Полтавської округи. У селі налічувалось 367 господарств, 1697 жителів.
У 1926 році в селі створено садово-городницьке товариство, а в 1928 році організовано сільськогосподарську артіль «Нове село», потім ще дві артілі «Нове життя» і «Новий побут».
2 вересня 1930 року Супрунівку підпорядковано Полтавській міській раді.
Ще в 1919 році, за часів Радянської влади, в селі була організована семирічна трудова школа, яка охоплювала дітей від 7 до 13 років. В Супрунівській школі навчалось 245 учнів, потім 350 у дві зміни. Доросла молодь навчалася у семирічній вечірній школі. У 1930 році було 400 учнів. У 1935 році Супрунівську школу перетворено в середню. У 1936 році уже працював 8-й клас, а в 1938 році відбувся перший випуск 10-го класу. Того року 30 учнів одержали атестат про середню освіту. За 6 років існування, до 1941 року, школа випустила біля 200 учнів з середньою освітою. У 1941 році в школі навчалось 700 учнів. У школі були хімічна та фізична лабораторії, діяла бібліотека, в якій було до 4000 примірників книжок. Біля школи ріс великий яблуневий сад .
Після приходу в село німців у вересні 1941 року усі чотири приміщення школи використовувались для військових потреб (казарма, робітничий гуртожиток, конюшня, коптильня). У 1942 році німці відновили роботу 1 – 4 класів, де вивчали Закон Божий, математику, географію, українську мову і літературу та німецьку мову. Директором школи був П.Д. Шарлай .
За час німецької окупації (з 18.09.1941 року по 23.09.1943 року) із Супрунівки та сіл підпорядкованих сільській раді вивезено на примусові роботи до Німеччини 123 особи, а 9 закатовано.
У 1943 році відступаючі німецькі війська спалили село, очевидно 22 вересня 1943 року.
У 1958 році в Супрунівці встановлено пам’ятник односельцям, які загинули на фронтах війні.
Після Другої світової війни в селі працюють такі заклади як: середня школа, лікарня на 25 ліжок, бібліотека, історико-краєзнавчий музей, будинок культури.
На базі сільськогосподарських артілей на території Супрунівської сільської ради був створений колгосп «Перемога», з центральною садибою в Супрунівці, який мав 3863 гектарів земельних угідь. Першим головою колгоспу був Антон Белей. Колгосп спеціалізувався на відгодівлі свиней та великої рогатої худоби. У землеробстві велику роль відігравало садівництво. У господарстві було чотири млини, олійниця, пилорама.
У 1970-тих роках в Супрунівці розбудовується селище нафтовиків, яке населяють понад 2 тис. чоловік.
За даними перепису 2001 року населення села становило 3974 осіб. Діє орган місцевого самоврядування – Супрунівська сільська рада. У селі працює сільськогосподарське підприємство ТОВ агрофірма «Джерело».
29 листопада 2017 року у Супрунівці відбулося освячення Свято-Богоявленського храму УПЦ КП.
12 червня 2020 року, відповідно до розпорядження Кабінету Міністрів України № 721-р «Про визначення адміністративних центрів та затвердження територій територіальних громад Полтавської області», село увійшло до складу Полтавської міської громади.
19 липня 2020 року, в результаті адміністративно - територіальної реформи та ліквідації Полтавського району (1925—2020), село увійшло до складу новоутвореного Полтавського району.

## Населення

### Мова
Розподіл населення за рідною мовою за даними перепису 2001 року:
| Мова            | Кількість | Відсоток |
| --------------- | --------- | -------- |
| українська      | 3653      | 91.92%   |
| російська       | 313       | 7.88%    |
| білоруська      | 4         | 0.10%    |
| вірменська      | 1         | 0.02%    |
| грецька         | 1         | 0.02%    |
| інші/не вказали | 2         | 0.06%    |
| Усього          | 3974      | 100%     |

## Економіка
- Молочно-товарна ферма.
- «ВАС», ПП.
- ТОВ АФ «Джерело».

## Об'єкти соціальної сфери
Супрунівська ЗОШ І-ІІІ ступенів. Школу відвідують учні 4 населених пунктів: Супрунівка, Шостаки, Мильці, Івашки.
Амбулаторія сімейної медицини.
Дошкільний навчальний заклад дитячі ясла-садок ”Ягідка”
Діючий будинок культури.

## Відомі люди
- Бочарова Ніна Антонівна — українська гімнастка (спортивна гімнастика), дворазова олімпійська чемпіонка.
- Орловський Віталій Миколайович — український вчений в галузі нафтогазової інженерії.